# Gabinet Mongenast
El Gabinet Mongenast va formar el govern de Luxemburg del 12 d'octubre de 1915 al 6 de novembre de 1915, durant l'ocupació alemanya de Luxemburg a la Primera Guerra Mundial.

## Antecedents
La mort de Paul Eyschen el 12 d'octubre de 1915 va sumir el país en una successió de crisi de govern. La forta personalitat en cap de l'antic gabinet durant 27 anys havia aconseguit ocultar la profunda desunió política de Luxemburg. El 1908 els liberals i els socialistes havien format el bloc de l'esquerra. L'anticlericalisme era l'aliança contra natura entre notables que representaven els interessos de les grans empreses i un partit que defensava els interessos de la classe obrera. El Bloc d'Esquerra es va assegurar una sòlida majoria a la Cambra dels Diputats. Tanmateix, la guerra, amb les seves penúries concomitants, va canviar aquests informes a la força. Enfront de les tensions socials a causa de la dramàtica situació de l'oferta de productes i l'augment dels preus, la unió de l'Esquerra es va ensorrar, aleshores el Partit de la Dreta, amb personalitats com Pierre Dupong i Émile Reuter van desenvolupar la tendència social cristiana guanyant popularitat.
En lloc de mitigar la violència de les lluites que representen el paper d'àrbitre, la corona es va decantar més obertament a la dreta. El 1912, la Gran Duquessa Maria Adelaida va esperar sis setmanes abans de signar la Llei de l'Escola amb l'oposició dels catòlics. El 1915, la Gran duquessa va retardar també el nomenament dels alcaldes de Differdange i Hollerich, els dos lliurepensadors coneguts pel seu anticlericalisme. Mathias Mongenast, acusat de formar un nou govern després de la mort d'Eyschen va dimitir quan va entrar en conflicte amb la corona sobre el nomenament per la vacant de Director de l'Escola Normal.

## Composició
- Mathias Mongenast: President en funcions del Govern, director general de Finances
- Victor Thorn: Director General de Justícia i d'Obres Públiques
- Ernest Leclère: Director General de l'Interior